# Antalya Open 2017
Antalya Open 2017 byl tenisový turnaj pořádaný jako součást mužského okruhu ATP World Tour, který se hrál v hotelovém komplexu Kaya Palazzo Resort  na otevřených travnatých dvorcích. Konal se mezi 26. červnem až 1. červencem 2017 v tureckém přímořském městě Antalya jako premiérový ročník turnaje.
Turnaj s rozpočtem 497 255 eur patřil do kategorie ATP World Tour 250 byl hrán jako příprava před Wimbledon. Nejvýše nasazeným hráčem ve dvouhře se stal osmý tenista světa Dominic Thiem z Rakouska. Jako poslední přímý účastník hlavní singlové soutěže nastoupil moldavský 86. hráč žebříčku Radu Albot.
V kalendáři ATP Tour nahradil také travnatý Nottingham Open, konaný od roku 1995 v Nottinghamu, jenž klesnul do nižšího okruhu ATP Challenger Tour.
Vítězem dvouhry se stal 28letý Japonec Júiči Sugita, jenž si na  okruhu ATP Tour připsal premiérový titul. Před turnajem odehrál v této úrovni tenisu jen dvě singlová čtvrtfinále. První psolečnou trofej vybojovala švédsko-pákistánská dvojice Robert Lindstedt a Ajsám Kúreší, když jim fináloví soupeři v průběhu druhého setu skrečovali.

## Rozdělení bodů a finančních odměn

### Rozdělení bodů
| Soutěž  | vítězové | finalisté | semifinalisté | čtvrtfinalisté | 16 v kole | 32 v kole | Q  | Q3 | Q2 | Q1 |
| ------- | -------- | --------- | ------------- | -------------- | --------- | --------- | -- | -- | -- | -- |
| dvouhra | 250      | 150       | 90            | 45             | 20        | 0         | 12 | 6  | 0  | 0  |
| čtyřhra | 250      | 150       | 90            | 45             | 0         | —         | —  | —  | —  | —  |

### Finanční odměny
| Soutěž                              | vítězové | finalisté | semifinalisté | čtvrtfinalisté | 16 v kole | 32 v kole | Q | Q2     | Q1     |
| dvouhra                             | €78 270  | €41 225   | €22 330       | €12 720        | €7 495    | €4 440    | — | €2 000 | €1 000 |
| čtyřhra                             | €23 780  | €12 500   | €6 770        | €3 880         | €2 270    | —         | — | —      | —      |
| částka ve čtyřhře je uvedena na pár |          |           |               |                |           |           |   |        |        |

## Mužská dvouhra

### Nasazení
| Stát                           | Hráč              | ATP | Nasazení |
| ------------------------------ | ----------------- | --- | -------- |
| Rakousko                       | Dominic Thiem     | 8.  | 1.       |
| Itálie                         | Paolo Lorenzi     | 33. | 2.       |
| Španělsko                      | Fernando Verdasco | 34. | 3.       |
| Španělsko                      | David Ferrer      | 37. | 4.       |
| Rusko                          | Karen Chačanov    | 38. | 5.       |
| Srbsko                         | Viktor Troicki    | 39. | 6.       |
| Chorvatsko                     | Borna Ćorić       | 43. | 7.       |
| Slovensko                      | Martin Kližan     | 46. | 8.       |
| Žebříček ATP k 19. červnu 2017 |                   |     |          |

### Jiné formy účasti
Následující hráči obdrželi divokou kartu do hlavní soutěže:
- David Ferrer
- Marsel İlhan
- Cem İlkel

Následující hráči postoupili z kvalifikace:
- Matthew Ebden
- Kamil Majchrzak
- Ramkumar Ramanathan
- Mohamed Safwat

Následující hráči postoupili z kvalifikace jako tzv. šťastní poražení:
- Daniel Altmaier
- Lloyd Harris

### Odhlášení
před zahájením turnaje
- Čong Hjon (poranění levého hlezna)[1] → nahradil jej  Daniel Altmaier
- Karen Chačanov (poranění ramene)[1] → nahradil jej  Lloyd Harris
- Lu Jan-sun → nahradil jej  Víctor Estrella Burgos

### Skrečování
- Marcos Baghdatis (dehydratace)[1]
- Martin Kližan (poranění lýtka)[1]

## Mužská čtyřhra

### Nasazení
| Stát                                                                                     | Hráč              | Stát       | Hráč           | ATP  | Nasazení |
| ---------------------------------------------------------------------------------------- | ----------------- | ---------- | -------------- | ---- | -------- |
| Švédsko                                                                                  | Robert Lindstedt  | Pákistán   | Ajsám Kúreší   | 69.  | 1.       |
| Rakousko                                                                                 | Oliver Marach     | Chorvatsko | Mate Pavić     | 70.  | 2.       |
| Mexiko                                                                                   | Santiago González | USA        | Scott Lipsky   | 103. | 3.       |
| Indie                                                                                    | Leander Paes      | Kanada     | Adil Shamasdin | 104. | 4.       |
| Žebříček ATP k 19. červnu 2017; číslo je součtem žebříčkového postavení obou členů páru. |                   |            |                |      |          |

### Jiné formy účasti
Následující páry obdržely divokou kartu do hlavní soutěže:
- Tuna Altuna /  David Ferrer
- Sarp Ağabigün /  Altuğ Çelikbilek

Následující pár nastoupil z pozice náhradníka:
- Víctor Estrella Burgos /  Andreas Seppi

### Odhlášení
- Steve Darcis

## Přehled finále

### Mužská dvouhra
- Júiči Sugita vs.  Adrian Mannarino, 6–1, 7–6(7–4)

### Mužská čtyřhra
- Robert Lindstedt /  Ajsám Kúreší vs.  Oliver Marach /  Mate Pavić, 7–5, 4–1skreč